# Provinz Gandaki
Die Provinz Gandaki (Nepali गण्डकी प्रदेश IAST Gaṇḍakī Pradeś) ist eine der sieben Provinzen in Nepal, die die Rolle der föderalen Glieder im Bundesstaat Nepal einnehmen. Die Provinz wurde durch die Verfassung vom 20. September 2015 geschaffen, die Nepal in einen Bundesstaat umwandelte.
Die Provinz trug ursprünglich die Nummer 4, da die Verfassung vorsieht, dass die neu zu wählenden Provinzparlamente den Namen und den Hauptsitz der Provinz festlegen sollen. Im Juli 2018 entschied das Provinzparlament, dass die Provinz den Namen Gandaki tragen soll und Pokhara deren Hauptsitz ist.

## Geschichte
Benannt wurde die Provinz nach intensiven Debatten und Protesten. Namensgeber ist der Fluss Gandak, der bzw. dessen Nebenflüsse alle Distrikte der Provinz durchfließen.
Die Provinz wurde aus den Distrikten der beiden ehemaligen Entwicklungszonen Gandaki und Dhaulagiri und dem westlichen Teil des Distriktes der Zone Lumbini gebildet.
Nach der Verkündung des neuen Namens und des Hauptsitzes kam es zu Protesten von Einwohnern, die den Namen Tamuwan favorisierten.

## Geographie
Die Provinz liegt zwischen China im Norden und der Provinz Nr. 5 im Süden. Die Himalaya-Region liegt im Norden der Provinz. Die Provinz verfügt über 29 Wasserkraftprojekte und besitzt damit ein großes Potential zur sauberen Energiegewinnung.
Die wichtigsten Berge innerhalb der Provinz sind der Annapurna mit 8091 m, der Dhaulagiri mit 8176 m, der Manaslu mit 8163 m, der Himal Chuli mit 7893 m und der Machapucharé mit 6993 m. Die Hügel-Region liegt in der Mitte, und die als Terai bezeichnete Tiefebene befindet sich im Süden der Provinz.
Die Provinz wird vom Fluss Gandaki und dessen Nebenflüssen (Kali Gandaki, Budhigandaki, Seti Gandaki, Marsyangdi, Madi, Daraundi und Seti) durchflossen. Die Provinz hat zahlreiche Seen. Die wichtigsten Seen sind dabei der Fewa, der Rupa, der Begnas, der Khaste, der Dipang und der Tilicho.
Die Haupterwerbszweige in der Provinz sind die Landwirtschaft und der Tourismus. Zahlreiche Bewohner sind zudem im Ausland tätig, so dass nach Gandaki die höchste Geldmenge durch Überweisungen aus dem Ausland in ganz Nepal fließt.
Die wichtigsten Nahrungspflanzen, die in dieser Provinz angebaut werden, sind Reis, Mais, Hirse, Weizen etc. Zu den Nutzpflanzen gehören weiterhin Zuckerrohr, Kaffee, Äpfel und Orangen.
Die Provinz bietet viele Ziele mit großer Anziehungskraft für den Tourismus und für Bergsteiger, Trekking- und Raftingtouren sowie den Gleitschirmsport. Touristen können u. a. das Naturschutzgebiet des Annapurna besuchen.

## Verwaltungsgliederung
Die Provinz wird in die folgenden Distrikte unterteilt:
- Baglung
- Gorkha
- Kaski
- Lamjung
- Manang
- Mustang
- Myagdi
- Nawalparasi (östlich von Bardaghat Susta)
- Parbat
- Syangja
- Tanahu